# Durarara!!
Durarara!! (яп. デュラララ!!, неоф. укр. Дюрарара!!) або скорочено DRRR!! — серія ранобе, авторства Наріти Рьоґо з ілюстраціями Ясуди Судзухіто, у жанрі міське фентезі. Публікувалася ASCII Media Works під їхнім імпринтом Dengeki Bunko з 25 квітня 2004 року по 10 січня 2014 року. 10 квітня 2014 року почав виходити сиквел під назвою Durarara!! SH, події якого відбуваються через півтора роки після подій оригіналу.
Аніме-адаптація з 24 серій виходила з січня по червень 2010 року. Другий сезон під назвою Durarara!!×2 складається з 36 серій і транслювався з січня 2015 року по березень 2016 року.

## Сюжет
Хлопець Рюґаміне Мікадо переїжджає до токійського кварталу Ікебукуро, щоб навчатися в Академії Райра зі своїм другом дитинства Кідою Масаомі, якого він давно не бачив. Після зустрічі на вокзалі вони вирушають прогулятись містом. Масаомі попереджає Мікадо про людей, з якими варто не перетинатись, таких як жорстокий і надлюдськи сильний чоловік Хейвадзіма Сідзуо, торговець інформацією Оріхара Ідзая та таємнича банда «Долари». Зіткнувшись з іншими персонажами, Мікадо бачить місцеву легенду на ім'я «Чорний вершник», у якого, за чутками, немає голови, і він їздить Ікебукуро на чорному мотоциклі, який іноді ірже, як кінь. Справжнє ім'я «Чорного вершника» — Селті Стурлусон; вона — істота з ірландського фольклору, відома як дюллахан (вершник без голови), яка в Ікебукуро шукає свою викрадену голову, працюючи кур'єром злочинного світу.
Історія розповідається з точки зору приблизно одинадцяти головних героїв, при цьому фокус змінюється в кожному епізоді аніме, іноді навіть частіше.

## Назва
Іноді стверджується, що назва «Дюрарара» є звуконаслідуванням «розгону двигуна», однак автор в першому томі ранобе конкретно заявляє, що назва абсолютно нічого не означає. Назва появилася під час телефонної розмови між редактором і Рьоґо Нарітом, коли той вносив правки в чернетку твору. Наріта «…просто навмання сказав „Дю…Дюрарара?“». Почувши це, редактор погодився, бо йому подобаються неоднозначні назви.

## Персонажі
Селті Стурлусон (яп. セルティ・ストゥルルソン, англ. Celty Sturluson) — учасниця банди «Долари». Також відома як «Чорний байкер» або «Вершник без голови», вона є дюллаханом з Ірландії, приїхала до Японії в пошуках своєї викраденої голови. Приховує відсутність голови жовтим шоломом, спілкується через КПК, їздить на чорному мотоциклі, який насправді є замаскованим конем без голови. Здатна маніпулювати темною речовиною, яка може формувати різні об'єкти від рукавичок до колісниць і змінювати одяг. Селті заслужила репутацію міської легенди, і багато чуток про неї правдиві. Її ім'я є відсилкою на Сноррі Стурлусона, автора Молодшої Едди, у якій з'являються валькірії. Назва акаунту в міському чаті: Сеттон (яп. セットン,, Сеттон).
Сейю: Савасіро Міюкі
Рюґаміне Мікадо (яп. 竜ヶ峰 帝人,, Рю:ґаміне Мікадо) — сором'язливий школяр, переїжджає до Ікебукуро завдяки порадам свого найкращого друга Кіди Масаомі. Мікадо і Масаомі родом з префектури Сайтама. Пізніше з'ясовується, що він — єдиний творець банди «Доларів» і, відповідно, її лідер. У міру розвитку сюжету Мікадо починає демонструвати темнішу, більш розважливу сторону своєї особистості. Назва акаунту в міському чаті: Танака Таро (яп. 田中 太人,, Танака Таро:).
Сейю:  Тосіюкі Тойонаґа
Кіда Масаомі (яп. 紀田 正臣,, Масаомі Кіда) — найкращий друг дитинства Рюґаміне Мікадо. Саме він підштовхнув Мікадо приїхати до Ікебукуро, в якому сам проживав три роки. Масаомі — жартівник, часто відпускає недолугі репліки і залицяється до дівчат. Пізніше з'ясовується, що це маска, якою він приховує свою внутрішню депресію після того, як його подругу Мікадзіму Сакі викрали і поранили під час війни між бандами «Синіх квадратів» і «Жовтих шарфів», останню з яких він очолював, коли навчався в середній школі. Назва акаунту в міському чаті: Бакюра (яп. バキュラ,, Бакюра).
Сейю: Міяно Мамору
Сонохара Анрі (яп. 園原 杏里,, Сонохара Анрі) — дівчина в окулярах, ходить до тієї ж школи, що й Мікадо та Масаомі. Вона досить тиха і боязка, здається, дуже близькою до Мікадо і Масаомі, але намагається триматися осторонь. Думає, що повинна покладатися на когось, і тому вважає себе «паразитом». У дитинстві Анрі стала свідком того, як її мати вбила кривдника-батька катаною на ім'я Сайка, яка пізніше виявляється підробкою. Вміє фехтувати. Назви акаунтів у міському чаті: Сайка (яп. 罪歌,, Сайка) та Singsong.
Сейю: Ханадзава Кана
Оріхара Ідзая (яп. 折原 臨也,, Оріхара Ідзая) — торговець інформацією, головний антагоніст першої половини історії, центральний персонаж власного спін-оффа «...з Оріхарою Ідзаєю». Часто стверджує, що любить усіх людей через їхню непередбачувану природу (за винятком Шізуо Хейвадзіми, оскільки він не вважає його за людину) і полюбляє маніпулювати людьми, щоб оцінити їхню реакцію. Розвинув навички паркуру за багато років боротьби з Шізуо. Він також досить вправно володіє флік-ножем. На початку серіалу Ідзая підозрює, що Мікадо є творцем «Доларів» (і згодом виявляється правий) і знає особи лідерів трьох основних сил в Ікебукуро. Назви акаунтів у міському чаті: Канра (яп. 甘楽,, Канра), Хром (англ. Chrome) і Nakura.
Сейю: Камія Хіросі
Хейвадзіма Сідзуо (яп. 平和島 静雄,, Хейвадзіма Сідзуо) — світловолосий чоловік, часто носить дизайнерські сонцезахисні окуляри і костюм бармена. Хоч він здебільшого тихий і непоказний, його легко вивести з себе, він впадає в неконтрольовану лють і б'ється з неймовірною силою, часто використовуючи все, що попадеться під руки від дорожніх знаків і сміттєвих баків до торгових автоматів, це призводить до переломів кісток і пошкодження майна. Незважаючи на це, Сідзуо не любить насильство і мріє про тихе і мирне життя. Також є членом «Доларів». Його прізвище та ім'я перекладаються як «мирний острів» та «спокійний чоловік» відповідно.
Сейю: Оно Дайсуке
Кісітані Сінра (яп. 岸谷 新羅,, Кісітані Сінра) — молодий підпільний лікар, живе з Селті і закоханий у неї. Він здебільшого не виходить з дому і носить білий лабораторний халат. Дуже цікавиться незрозумілими явищами. Шинра ходив до тієї ж початкової школи, що й Шізуо, і з тих пір цікавиться його безмежною силою. Вперше він зустрів Ідзая в середній школі. Шинра добре поінформований про підпілля Ікебукуро. Назва акаунту в міському чаті: Indoor Scholar (яп. 白面 書生,, Хакумен Сьосеі).
Сейю: Фукуяма Дзюн
Куронума Аоба (яп. 黒沼 青葉, Куронума Аоба) — учень першого курсу Академії Райра, лідер «Синіх квадратів», називає Мікадо «Мікадо-сенпай». Описується як «молодша версія Оріхари Ідзая». Його ім'я «Аоба Куронума» перекладається як «синій лист» та «чорне болото» відповідно. «Ідзумі» — його колишнє прізвище до розлучення батьків — перекладається як «фонтан». Назва акаунту в міському чаті: Pure Water 100% (яп. 純水100%,, Дзюнсуі Хяку Па:сенто).
Сейю: Сімоно Хіро

## Медіа

### Ранобе
Durarara!!! почалася як серія ранобе, написаних Нарітою Рьоґо та проілюстрованих Ясудою Судзухіто. Перший том вийшов у квітні 2004 року у видавництві компанії ASCII Media Works під їхнім імпринтом Dengeki Bunko, а останній тринадцятий том вийшов у січні 2014 року. Продовження під назвою Durarara!! SH (яп. デュラララ!! SH) почало випускатись у 2014 році. Однак, вийшло всього чотири томи Durarara!!! SH, ймовірно, через стан здоров'я Наріти.
Ранобе ліцензоване в Тайвані та Гонконзі компанією Kadokawa Shoten, в Південній Кореї — Daewon C.I.. У січні 2015 року американське видавництво Yen Press оголосило, що випускатиме ранобе Durarara!!! англійською мовою під імпринтом Yen On. У жовтні 2020 року Yen Press оголосило про ліцензування ранобе Durarara!!! SH.

### Аніме
Аніме-адаптація була анонсована в шостому томі ранобе. Аніме, виробництва компанії Brain's Base, транслювалося з 8 січня 2010 року по телеканалах MBS, TBS і CBC. Версія для англомовної аудиторії показувалась протягом 24 годин після прем'єри в Японії. Аніме адаптувало перші три томи ранобе. Для європейського прокату ліцензовано компанією Beez Entertainment; під час виставки Anime Expo 2010 американська компанія Aniplex підтвердила, що має ліцензію на Durarara!!!, і згодом випустила англійський дубляж в січні 2011 року. Англійський дубляж було записано на студії Bang Zoom! Entertainment. Музику до аніме написав Макото Йошіморі, автор музики до Baccano!.
Новий сезон аніме було анонсовано 15 березня 2014 року під назвою Durarara!!×2. Повернулася основна команда виробництва першого серіалу, щоправда, під керівництвом студії Shuka, а не Brain's Base. Другий сезон розділили на три частини. Перша частина Shō (яп. 承, Розуміння) почала виходити у січні 2015 року, друга частина Ten (яп. 転, Рух) — у липні 2015 року, а третя частина Ketsu (яп. 結, Висновок) — у січні 2016 року. Сервіс Crunchyroll транслює серіал у Північній Америці, Центральній Америці, Південній Америці, Ірландії та Великій Британії. Aniplex of America ліцензувала серіал і транслює його англійський дубляж на Crunchyroll, Funimation та Hulu.

### Манґа
Манґа-адаптація першої арки, написана Нарітою Рьоґо та проілюстрована Саторіґі Акійо, вперше з'явилася у травневому номері журналу Monthly GFantasy видавництва Square Enix у квітні 2009 року і стала регулярною, починаючи з липневого номера журналу, що вийшов у червні 2009 року. Було випущено чотири танкобони.
Манґа-адаптація відеогри Durarara!!! 3way standoff -alley- випускалася у щомісячному журналі Sylph видавництва ASCII Media Works з вересневого випуску 2013 року до жовтневого випуску 2014 року, і була зібрана у двох томах. Ще одна двотомна адаптація Durarara!!! Relay виходила в тому ж журналі з 22 жовтня 2014 року по 21 листопада 2015 року.
Манґа-кросовер з Yozakura Quartet під назвою YZQ ✕ DRRR!! була випущена разом з лімітованим Blu-Ray диском Yozakura Quartet ~Hana no Uta~.

### Ігри
За мотивами серії вийшли дві візуальні новели. Перша під назвою Durarara!! 3way standoff вийшла для PlayStation Portable 22 вересня 2010 року. Оновлена версія з новими вітками сюжету, також для PSP, під назвою Durarara!!! 3way standoff -alley- вийшла 25 серпня 2011 року. Також вона була портована на Android під назвою Durarara!!! 3way standoff «mob» 22 листопада 2011 року. В честь 10-ої річниці серії ранобе Durarara!! 19 червня 2014 року вийшов порт для PlayStation Vita з новими міні-іграми під назвою Durarara!!! 3way standoff -alley- V. Ще одна гра для PlayStation Vita під назвою Durarara!!! Relay вийшла в січні 2015 року.

## Критика і сприйняття
У статті Forbes 2019 року про найкращі аніме 2010-х Лорен Орсіні назвала аніме-адаптацію Durarara!! одним із п'яти найкращих аніме 2010 року. Вона написала: «З одним із найбільших акторських складів, які я коли-небудь бачила в шоу, де всі з'являються одночасно, це дика подорож, де кожен знайде щось для себе». Співробітники Crunchyroll також включили його до подібного списку; сценарист Серджіо Вака зазначив: «Незважаючи на численні елементи, аніме вдається, щоб кілька персонажів показували нам різні точки зору на події, змушуючи нас відчувати себе по-справжньому залученими в історію і завжди тримаючи нас на краєчку крісла з несподіваними поворотами».